# AS-19 (fármaco)
AS-19 (fármaco) es una sustancia que actúa como un potente agonista del receptor 5-HT 7, con una IC 50 de 0,83 nM. Revierte la amnesia inducida por fármacos como la escopolamina y la dizocilpina y mejora la adquisición de la memoria a largo plazo, pero inhibe la formación de la memoria a corto plazo.